# جيمي مورغان
جيمي مورغان (بالإنجليزية: Jimmy Morgan)‏ (19 يونيو 1922 ببرستل في المملكة المتحدة - 11 فبراير 1975 ببرستل في المملكة المتحدة) هو لاعب كرة قدم بريطاني (وحمل سابقاً جنسية المملكة المتحدة لبريطانيا العظمى وأيرلندا) في مركز مهاجم داخلي. لعب مع نادي بريستول روفيرز.

## وصلات خارجية
- جيمي مورغان على موقع قاعدة بيانات كرة القدم.إي يو (الإنجليزية)